# Меланоз
Мелано́з — інфекційна хвороба бджолиних маток, що викликається грибом Melanosella mors apis (син.: Aurobasidium pullulans), супроводжується ураженням (почорнінням) яєчників, припиненням яйцекладки й утворенням калової пробки.
Хворі матки малорухливі, мають збільшене черевце. Частіше хворіють старі матки. Хвороба звичайно виявляється в другій половині літа.